# Eddy Schurer
Eddy Schurer (* 12. September 1964 in Bakkeveen (Provinz Friesland)) ist ein ehemaliger niederländischer Radrennfahrer.

## Sportliche Laufbahn
Schurer war Straßenradsportler. 1985 gewann er die Eintagesrennen Ronde van Overijssel und Ronde van Zuid-Oost Friesland. Mit der Nationalmannschaft fuhr er den Grand Prix Guillaume Tell.
Im Grand Prix François Faber 1986 gewann er eine Etappe und wurde 13. in der Schweden-Rundfahrt.
In der Olympia’s Tour 1987 wurde er Zweiter hinter Jos Bol, 1986 und 1987 hatte er eine Etappe gewonnen. 1987 holte er einen Etappensieg in der Tour de l’Eurométropole.
1987 wurde er Berufsfahrer und blieb bis 1994 als Radprofi aktiv. Als Profi gewann er 1990 eine Etappe der Ronde van Nederland, 1991 eine Etappe der Luxemburg-Rundfahrt, 1992 einen Tagesabschnitt im Hofbräu Cup und 1993 eine Etappe der Quatre Jours de Dunkerque. Bei Etappenrennen wurde er 1989 Dritter in der Luxemburg-Rundfahrt und in der Ronde van Nederland.
Dreimal bestritt er die Tour de France. 1989 wurde er 132., 1991 152. der Gesamtwertung und 1990 schied er aus.